# Joël Mall
Joël Mall est un un footballeur international chypriote d'origine  suisse, né le 5 avril 1991 à Baden. Il évolue au poste de gardien de but au Servette FC.

## Carrière
Formé au FC Aarau, Joël Mall fait ses débuts en équipe première en 2008. Il est approché par le Grasshopper Zurich, un des plus grands clubs du pays, qu'il rejoint en juin 2015.
À Zurich, Mall peine à avoir du temps de jeu, Vaso Vasic étant le gardien titulaire. En 2017, il est donc transféré au SV Darmstadt 98.
C'est en juin 2023 que Joël Mall rejoint le Servette FC et signe un contrat jusqu'en 2025. Après 25 matchs titulaires sous le maillot des Grenat depuis son arrivée, il décide de prolonger son contrat jusqu'en 2027.

## Palmarès
- Vainqueur de la Challenge League 2012-2013 avec le FC Aarau
- Vainqueur de la coupe de Suisse 2023-2024 avec le Servette FC[3]

## Statistiques
| Saison                | Club                  | Championnat           | Championnat | Championnat | Coupe(s) nationale(s) | Coupe(s) nationale(s) | Compétition(s) continentale(s) | Compétition(s) continentale(s) | Compétition(s) continentale(s) | Total | Total |
| Saison                | Club                  | Division              | M.          | B.          | M.                    | B.                    | Comp.                          | M.                             | B.                             | M.    | B.    |
| 2008 - 2009           | FC Aarau              | Super League          | -           | -           | -                     | -                     | -                              | -                              | -                              | 0     | 0     |
| 2009 - 2010           | FC Aarau              | Super League          | 2           | 0           | -                     | -                     | -                              | -                              | -                              | 2     | 0     |
| 2010 - 2011           | FC Aarau              | Challenge League      | -           | -           | -                     | -                     | -                              | -                              | -                              | 0     | 0     |
| 2011 - 2012           | FC Aarau              | Challenge League      | 28          | 0           | 2                     | 0                     | -                              | -                              | -                              | 30    | 0     |
| 2012 - 2013           | FC Aarau              | Challenge League      | 34          | 0           | 1                     | 0                     | -                              | -                              | -                              | 35    | 0     |
| 2013 - 2014           | FC Aarau              | Super League          | 16          | 0           | 1                     | 0                     | -                              | -                              | -                              | 17    | 0     |
| 2014 - 2015           | FC Aarau              | Super League          | 34          | 0           | -                     | -                     | -                              | -                              | -                              | 34    | 0     |
| Sous-total            | Sous-total            | Sous-total            | 114         | 0           | 4                     | 0                     | -                              | -                              | -                              | 118   | 0     |
| 2015-2016             | Grasshopper           | Super League          | 19          | 0           | 1                     | 0                     | -                              | -                              | -                              | 20    | 0     |
| 2016-2017             | Grasshopper           | Super League          | 16          | 0           | 2                     | 0                     | C3                             | 5                              | 0                              | 23    | 0     |
| Sous-total            | Sous-total            | Sous-total            | 35          | 0           | 3                     | 0                     | -                              | 5                              | 0                              | 43    | 0     |
| Total sur la carrière | Total sur la carrière | Total sur la carrière | 149         | 0           | 7                     | 0                     | -                              | 5                              | 0                              | 161   | 0     |